# Giuseppe Dipaola
Giuseppe Dipaola (Barletta, 12 novembre 1946) è un politico italiano.

## Biografia
Laureato in economia, è commercialista. Esponente pugliese del Partito Repubblicano Italiano, viene eletto senatore della Repubblica nel 1987, confermando il proprio seggio anche alle elezioni politiche del 1992; a palazzo Madama è per entrambe le legislature vicepresidente della Commissione Difesa. Conclude il mandato parlamentare nel 1994.